# Strayer University
Die Strayer University ist eine Privatuniversität in Washington, D.C.

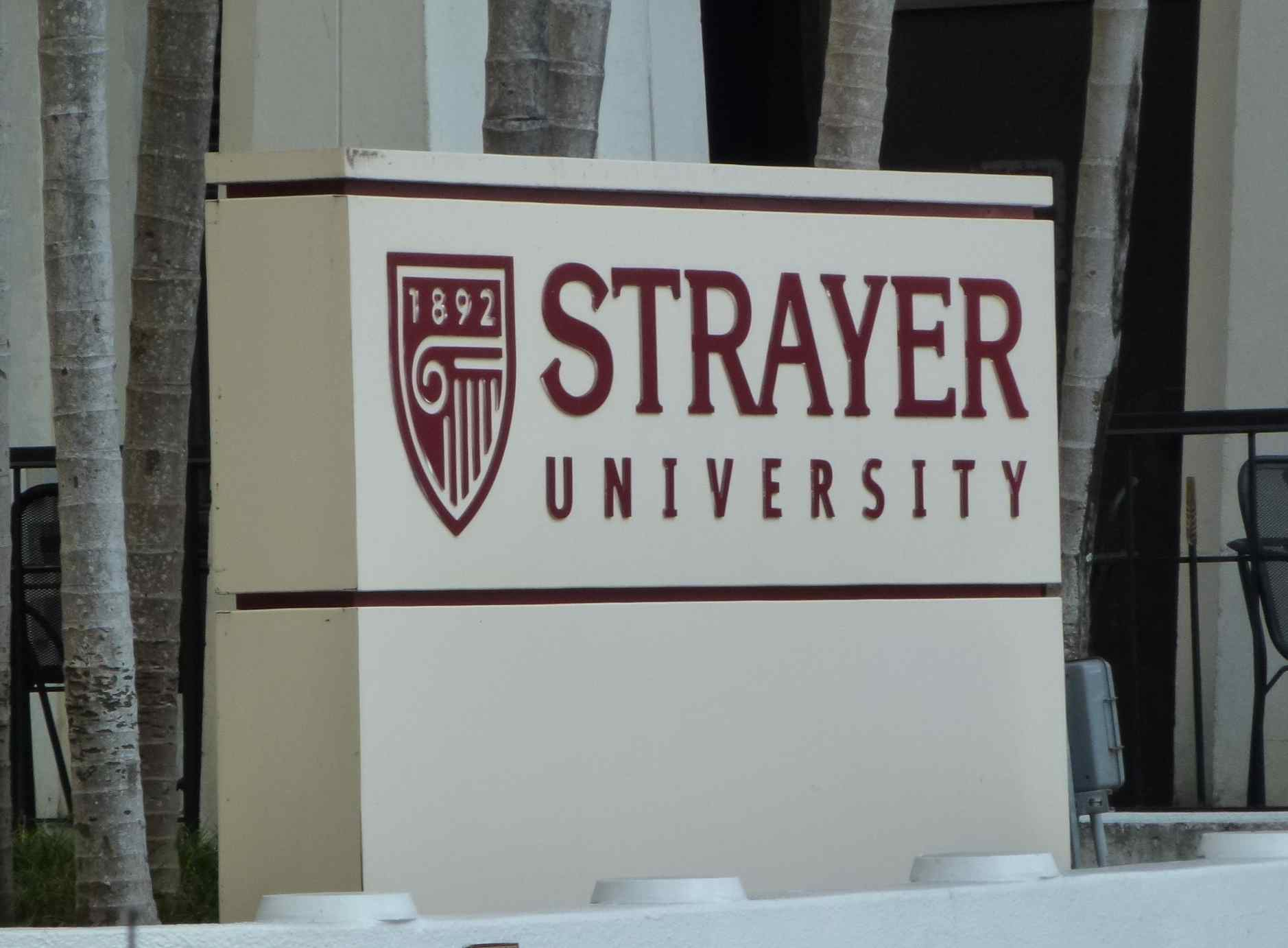
Schild der Strayer University in Miami, Florida

Die Hochschule wurde 1892 als Strayer's Business College in Baltimore, Maryland gegründet. 1998 erfolgte die Anerkennung als Universität. 2015 bis 2020 war Brian W. Jones Präsident der Universität.

## Zahlen zu den Studierenden
Im Dezember 2020 belegten 50.773 Studierende Programme der Universität an 65 Standorten in den USA. Bis zum Dezember 2021 war die Zahl der Studierenden auf 38.452 gesunken, die der Standorte auf 50. 73 % der Studierenden hatten ein Studium im Wirtschaftsbereich belegt und 79 % aller Studierenden arbeiteten auf einen Bachelor hin. 72 % waren als Frauen registriert, 24 % als Männer; 2 % nannten sich asiatisch, 57 % schwarz/afroamerikanisch, 8 % Hispanic/Latino und 27 % weiß. 90 % studierten in Teilzeit.